# Dolliner-Leinblatt
Das Dolliner-Leinblatt (Thesium dollineri), auch Niedrig-Leinblatt genannt, ist eine Pflanzenart aus der Familie der Sandelholzgewächse (Santalaceae). Dieser Halbschmarotzer ist hauptsächlich auf der Balkanhalbinsel sowie in Osteuropa verbreitet.

## Beschreibung

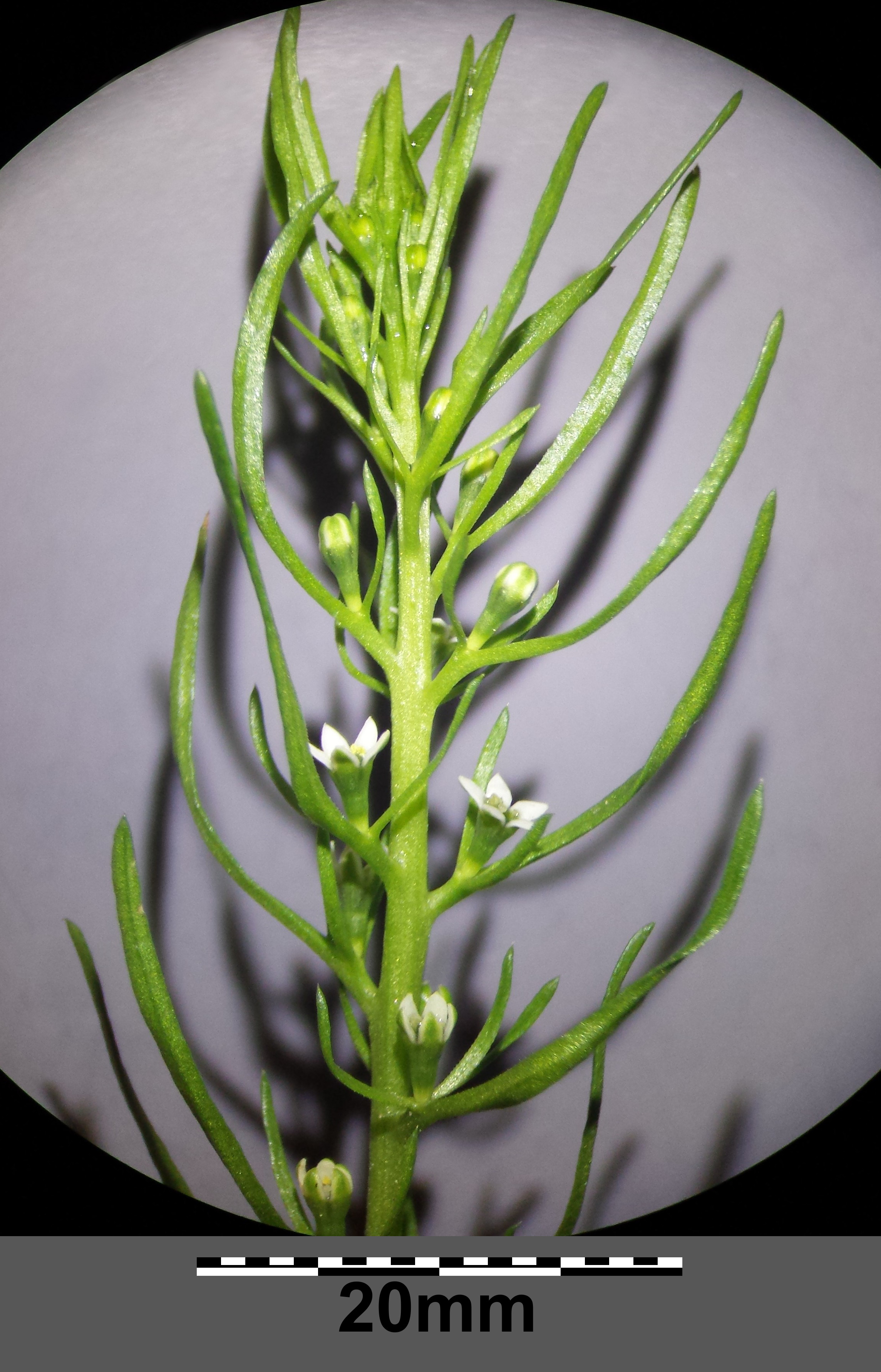
Der Blütenstand ist eine Traube.

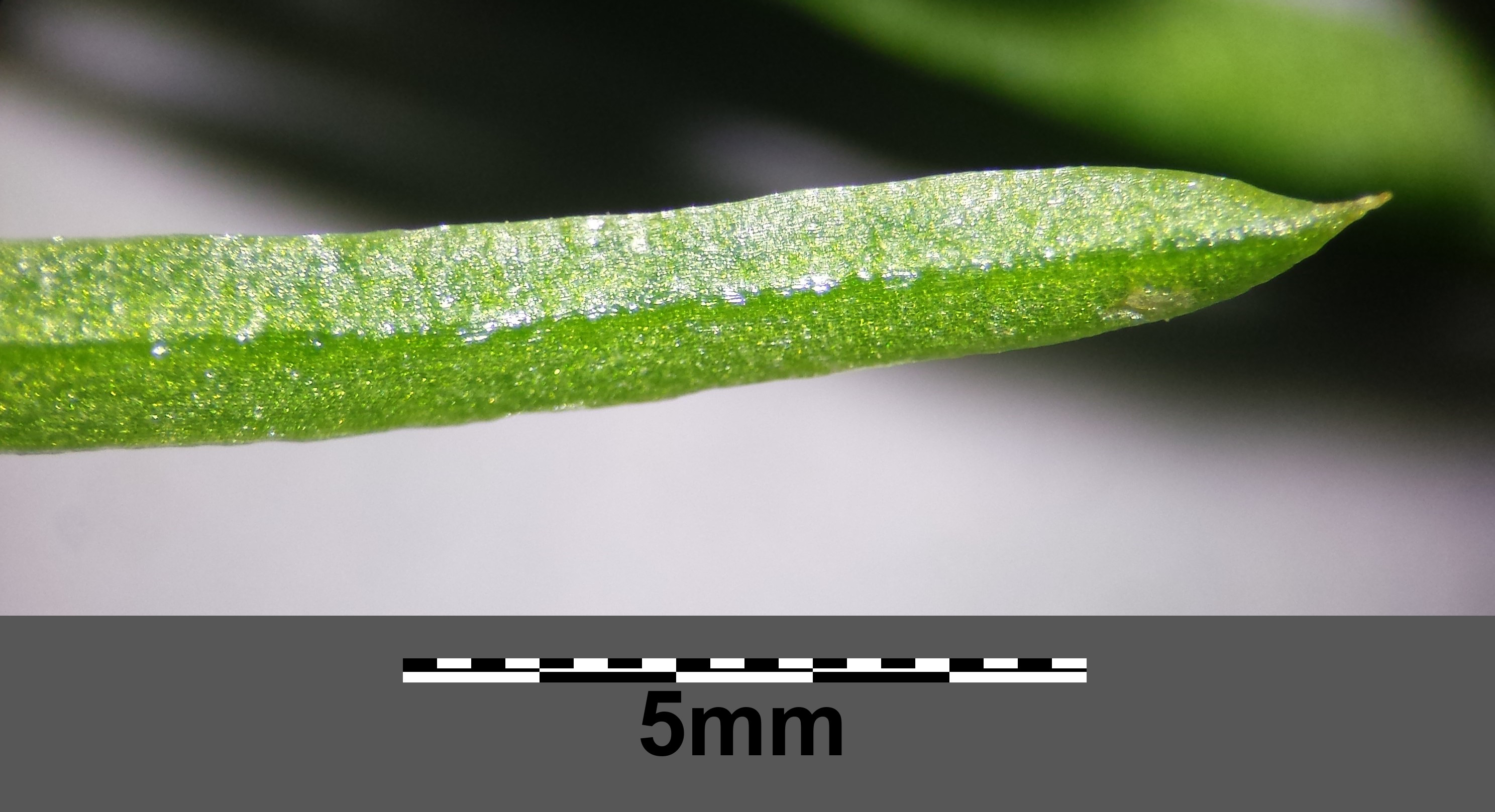
Die Laubblätter sind schmal-linealisch und ein-nervig.

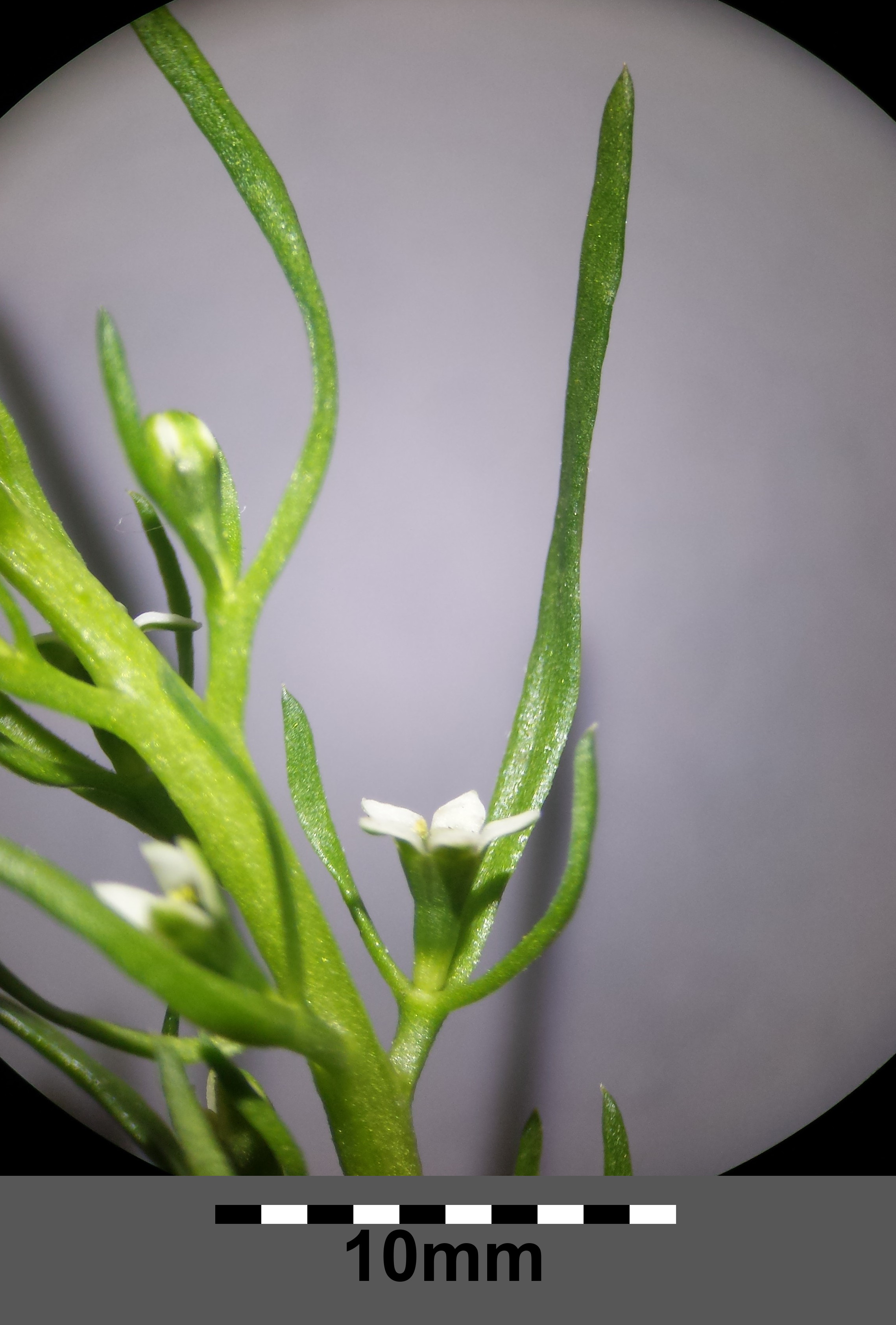
Kurz gestielte Blüte mit zwei Vorblättern und einem langen Deckblatt

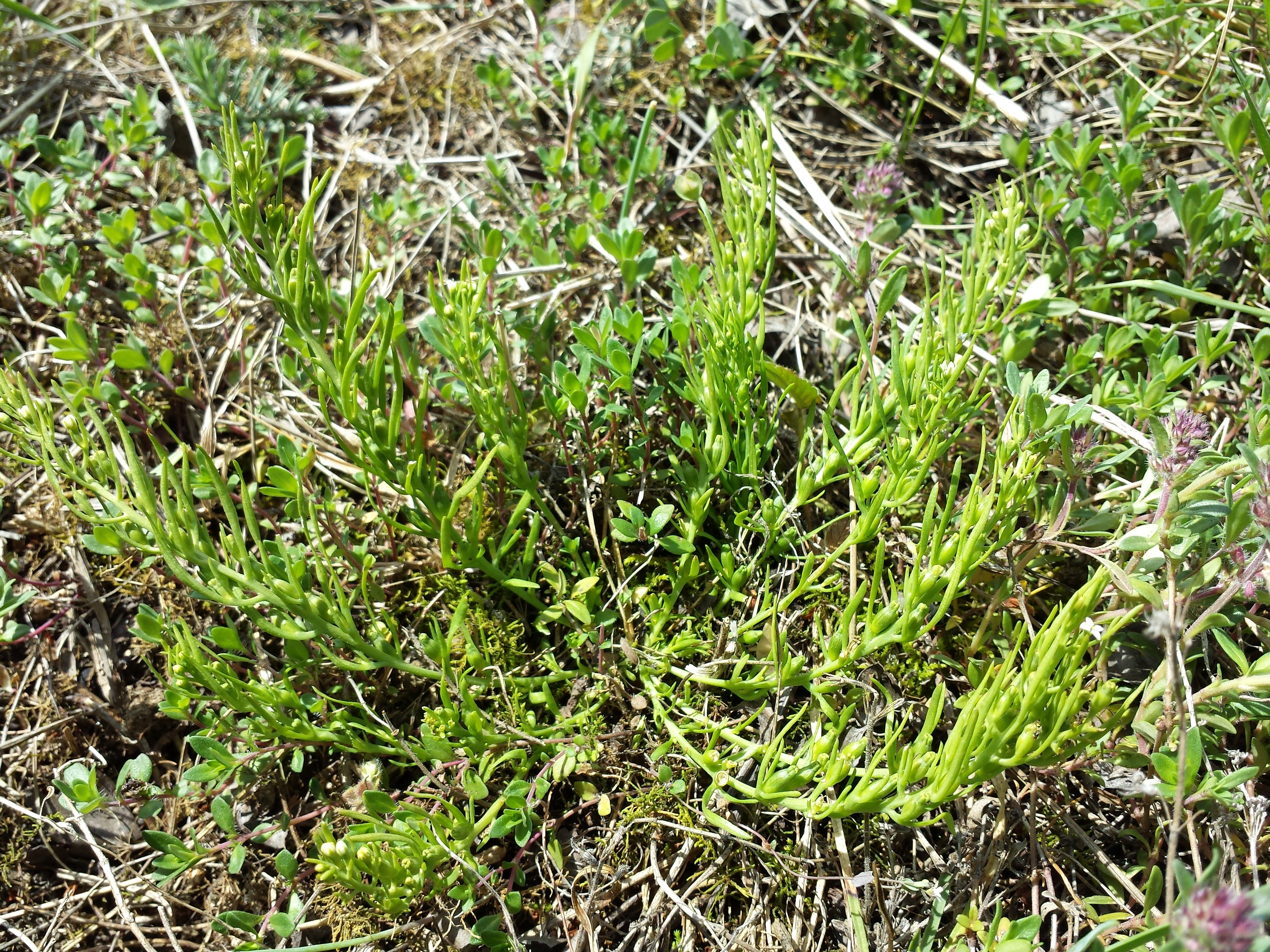
Überwintertes Exemplar mit zahlreichen unverzweigten Blühtrieben

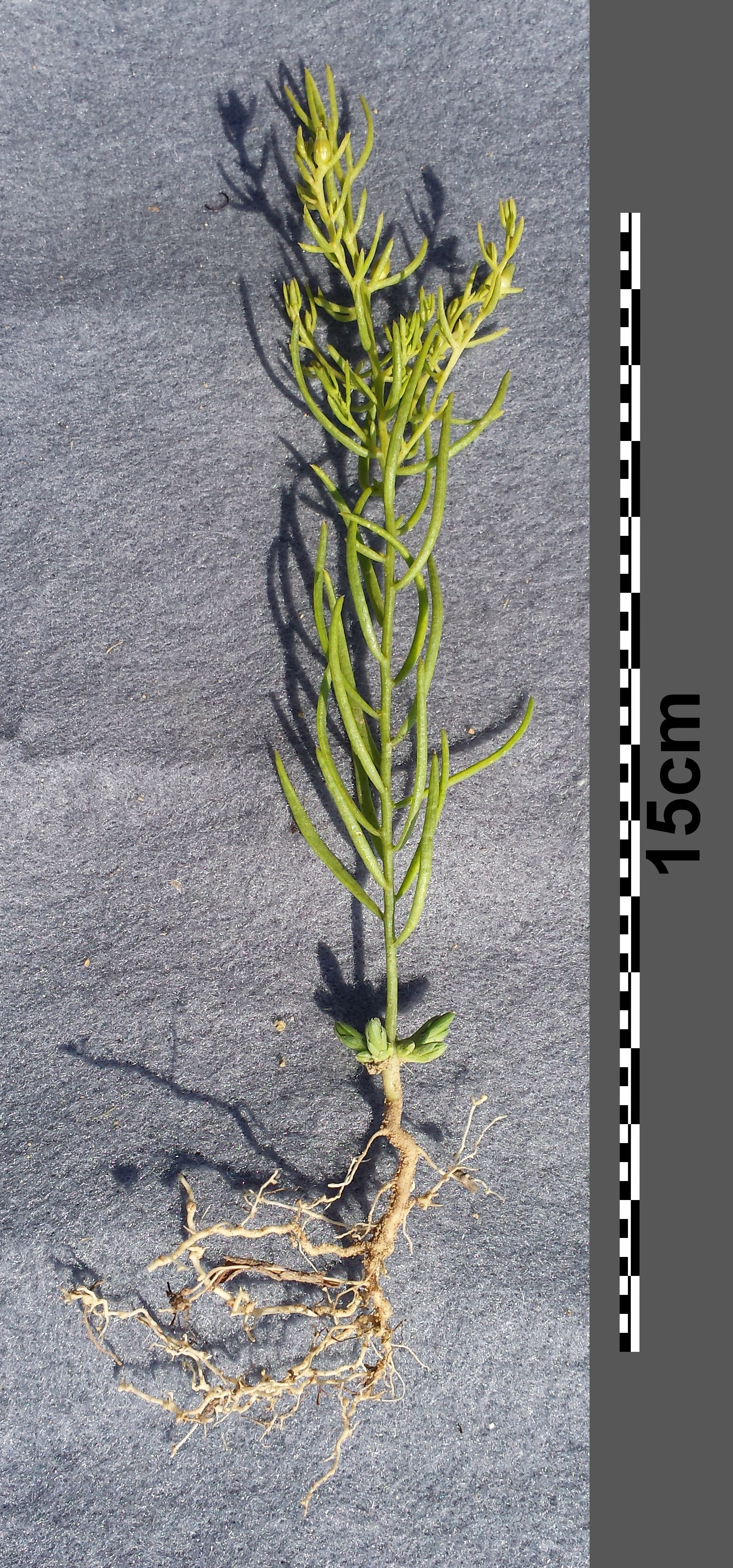
Bereits im Spätsommer/Herbst blühendes Individuum von aufrechtem und verzweigtem Wuchs. Am Stängelgrund sind die Knospen der im nächsten Jahr blühenden Seiteninfloreszenzen erkennbar.

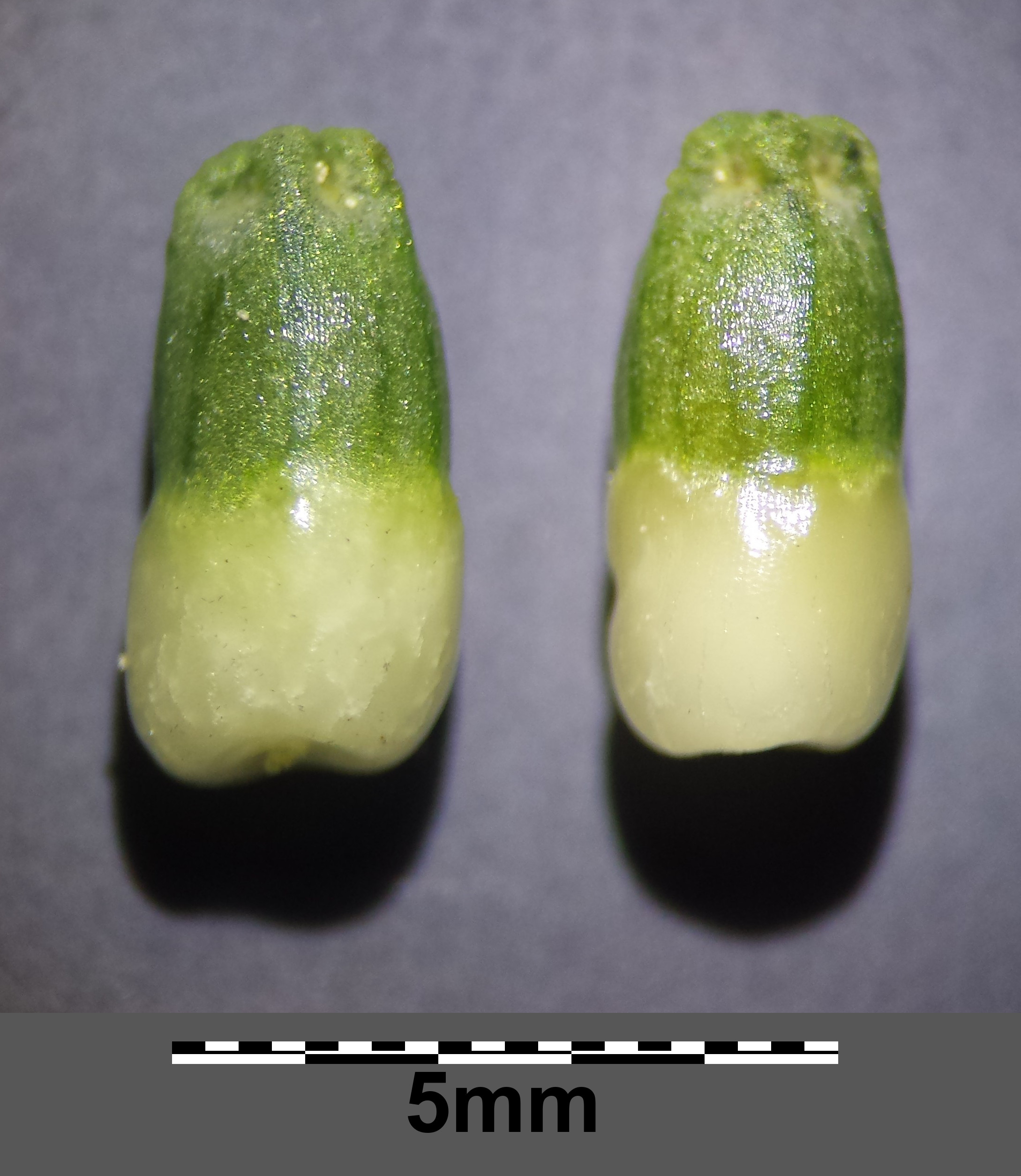
Die Früchte weisen am Grund ein Elaiosom auf. Das Perigon ist zur Fruchtzeit eingerollt und viel kürzer als die Frucht.

### Vegetative Merkmale
Das Dolliner-Leinblatt ist eine einjährige, teilweise ausdauernde krautige Pflanze, die Wuchshöhen von meist 6 bis 15 Zentimeter erreicht. An denselben Fundorten können zwei unterschiedliche Formen auftreten: Exemplare, welche bereits im Herbst erblühen, entwickeln entlang des Hauptsprosses lange, blühende Seitenäste (Kofloreszenzen). Exemplare die überwintern, treiben hingegen aus dem Hypokotyl zahlreich unverzweigte Blühtriebe. Letztere Form wurde als eigene Art Th. simplex beschrieben und wird manchmal als Unterart Thesium dollineri subsp. simplex eingestuft. Die wechselständig angeordneten Laubblätter sind einfach, ungeteilt, schmal-linealisch, ganzrandig und weisen eine Blattader auf.

### Generative Merkmale
Die Blühzeit des Dolliner-Leinblatts reicht in Mitteleuropa von April bis September. Der Blütenstand ist eine Traube. Der 1 bis 3 Millimeter lange Blütenstiel besitzt am oberen Ende, direkt unterhalb der Blüte, drei Hochblätter: ein Deckblatt, dessen Stiel mit dem Blütenstiel verwachsen ist, und seitlich zwei kleinere Vorblätter. Während die Spreite des Deckblatts gleich lang bis viermal so lang wie die Frucht ist, weisen die Vorblätter ungefähr die Länge der Frucht auf.
Die Blüten weisen ein verwachsenblättriges, radiärsymmetrisches Perigon auf, das fünf, manchmal nur vier, innen weiß und außen grün gefärbte Zipfel aufweist. Zur Fruchtzeit rollen sich die Perigonzipfel bis auf den Grund ein. Die Blüte weist vier bis fünf Staubblätter und einen unterständigen Fruchtknoten mit einem Griffel auf. Die netznervigen Früchte sind mindestens so lang wie Fruchtstiel und drei- bis viermal so lang wie das eingerollte Perigon.

## Ökologie
Beim Dolliner-Leinblatt handelt es sich um einen Therophyten, teilweise Hemikryptophyten. Das Dolliner-Leinblatt ist ein Halbschmarotzer (Hemiparasit): die Wurzeln des Leinblatts zapfen mittels Haustorien (Saugorgane zur Nährstoffaufnahme) die Wurzeln von Wirtspflanzen an und entziehen diesen Nährstoffe.

## Vorkommen und Gefährdung
Das Dolliner-Leinblatt hat sein Hauptverbreitungsgebiet auf der Balkanhalbinsel sowie von Mitteleuropa bis Osteuropa. Im deutschsprachigen Raum ist diese Art nur in Österreich indigen.
In Österreich tritt das Dolliner-Leinblatt selten auf trockenen Wiesen, Trockenrasen und Ackerböschungen in der collinen Höhenstufe auf. Die österreichischen Vorkommen beschränken sich auf das pannonische Gebiet der Bundesländer Wien, Niederösterreich und Burgenland. Das Dolliner-Leinblatt gilt als stark gefährdet.

## Systematik
Die Erstbeschreibung von Thesium dollineri erfolgte 1891 durch Svante Samuel Murbeck. Das Artepitheton dollineri ehrt den österreichischen Botaniker Georg Dolliner (1794–1872).
Es wurden drei Unterarten beschrieben:
- Thesium dollineri Murb. subsp. dollineri: Sie kommt in Österreich, Ungarn, Kroatien, Tschechien, in der Slowakei, in Serbien, Rumänien und Bulgarien vor.[2]
- Thesium dollineri subsp. moesiacum (Velen.) Stoj. & Stef.: Sie kommt in Bulgarien, in der Ukraine und in Russland vor.
- Thesium dollineri subsp. simplex (Velen.) Stoj. & Stef.: Sie kommt in Österreich, Ungarn, Kroatien, Tschechien, Serbien, Bosnien-Herzegowina, Bulgarien, in der Slowakei, in Rumänien, in der Ukraine und in Moldawien vor.[2]